# Paratyria paranensis
Paratyria paranensis là một loài bướm đêm trong họ Geometridae.